# (1952) Hesburgh
(1952) Hesburgh (1951 JC) – planetoida z pasa głównego asteroid okrążająca Słońce w ciągu 5,52 lat w średniej odległości 3,12 j.a. Odkryta 3 maja 1951 roku.